# Hermann Rodigast
Hermann Rodigast (* 6. März 1915 in Jena; † 3. November 1990 in Berlin) war ein deutscher Fernseh-, Hörspiel- und Filmautor in der DDR.

## Leben
Rodigast war der Sohn eines Rechtsanwalts. Nach dem Besuch des Gymnasiums in Züllichau nahm er von 1933 bis 1936 bis zur Bühnenreife Schauspielunterricht in Leipzig. Sein für 1940 unter Vertrag stehendes Engagement am Oberschlesischen Grenzlandtheater Ratibor konnte er nicht antreten. Er musste zum Reichsarbeitsdienst, danach zur Wehrmacht und zum Einsatz im Zweiten Weltkrieg. In sowjetischer Kriegsgefangenschaft begann er zu schreiben. 
1948 wurde er Redaktionsleiter Kulturpolitik am Landessender Halle/Saale, später beim Berliner Rundfunk und Deutschlandsender. 1952 war er vorübergehend Leiter der Abteilung "Künstlerisches Wort" beim Staatlichen Rundfunkkomitee, dann, noch vor Beginn des offiziellen Versuchsprogramms, erster Dramaturg des Deutschen Fernsehfunks, dessen Fernsehspiel-/ Fernsehfilm-Bereich er zusammen mit Hans Müncheberg aufbaute. Von 1955 bis 1956 war er Chefdramaturg. Danach arbeitet er als Autor und Dramaturg für den Fernsehfunk.
Rodigast war u. a. Drehbuchautor einer Reihe von populären Filmkomödien wie Aber Vati! oder Schwester Agnes. Als einer der ersten Fernsehautoren der DDR stellte er die Problem des Zusammenlebens in der DDR in heiter-komödiantischer Form dar. 1980 ging er in den Ruhestand. 
Rodigast wurde in Berlin-Baumschulenweg beigesetzt.

## Werke

### Fernsehen (Auswahl)
Als Dramaturg
- 1953: Der Glücklichste
- 1953: Das Chamäleon
- 1953: Das Volkslied
- 1953: Das Rendezvous
- 1953: Poet der Brotlosen
- 1953: Der Pförtner / Das Hundchen
- 1954: Die Todeswolke
- 1954: Die Beförderung
- 1954: Öl aus Venezuela
- 1954: Der gesunde Menschenverstand
- 1954: Das Tribunal
- 1954: Ein Leben für die Wahrheit
- 1954: Im Geist des Humanismus
- 1954: Die Liebesprobe
- 1954: Das Konto in Frankfurt
- 1955: Das Gericht von Weinsberg
- 1955: Schuhe borgen
- 1955: Der Bruder
- 1955: Der verschenkte Leutnant
- 1955: Der Tod von La Morgaine
- 1956: Rauschgiftakte Gaby Mara
- 1956: Kawulke contra Meyer
- 1956: Wer kennt Schütze Dahms?
- 1956: Am Ende hilft dir keiner mehr
- 1957: Gelächter in Mexiko
- 1957: Onkelchens Traum
- 1957: Die letzte Nacht
- 1957: Urlaub wider Willen
- 1957: Das Wagnis der Maria Diehl
- 1958: Weil du mich liebst
- 1958: Der Hektarjäger
- 1958: Blaues Blut und zarte Pelle
- 1959: Wenn die Nacht kein Ende nimmt
- 1960: Gerichtet bei Nacht
- 1961: Die letzte Nacht
- 1961: Das Mädchen auf dem Titelblatt
- 1965: Episoden vom Glück
- 1972: Florentiner 73
- 1972: Seegeschichten
- 1974: Neues aus der Florentiner 73
- 1974: Hallo Taxi

Als Szenarist und Drehbuchautor
- 1954: Morgendämmerung
- 1954: Die Entscheidung des Tilman Riemenschneider
- 1954: Skandal im Miami
- 1956: Damals in Paris
- 1957: Du sollst nicht töten
- 1960: Papas neue Freundin
- 1961: Vielgeliebtes Sternchen
- 1961: Der Ermordete greift ein
- 1962: Oh, diese Jugend
- 1964: Der Mann mit der Maske
- 1965: Die Allerschönste
- 1968: Gib Acht auf Susi!
- 1968: Baron Münchhausens Tochter
- 1969: Dolles Familienalbum
- 1969: Seltsame Liebesbriefe
- 1970: Nächtliche Mutprobe
- 1974–1979: Aber Vati!
- 1975: Schwester Agnes
- 1976: Jede Woche Hochzeitstag
- 1976: So ein Bienchen
- 1982: Benno macht Geschichten

## Auszeichnungen
- 1959: Literaturpreis des FDGB
- 1969: Kunstpreis der DDR[1]
- 1972: Kunstpreis des FDGB für die Mitwirkung bei Florentiner 73[2]
- 1974: Kunstpreis des FDGB für die Mitwirkung bei Aber Vati!
- 1974: Nationalpreis für Kunst und Kultur, III. Klasse, zusammen mit Klaus Gendries
- 1975: Vaterländischen Verdienstorden in Bronze[3]
- 1985: Vaterländischen Verdienstorden in Gold[4]